# 키오니 왁스먼
키오니 왁스먼(Keoni Waxman, 1968년 6월 30일 ~ )은 2009년부터 영화 더 키퍼를 기점으로 스티븐 시걸과 함께 일해온 미국의 영화 감독이다.

## 참여 작품
- 맥시멈 컨빅션
- F.O.E.: 에프.오.이.
- 컨트랙트 투 킬(2016) - 감독/각본
- 엔드 오브 어 건(2016) - 감독/각본/총괄프로듀서
- 카르텔스(2016) - 감독/각본